# Halowe Mistrzostwa Świata w Lekkoatletyce 2006 – skok wzwyż mężczyzn
Skok wzwyż mężczyzn – jedna z konkurencji rozgrywanych podczas halowych mistrzostw świata w lekkoatletyce w 2006. Kwalifikacje odbyły się 10 marca, a finał został rozegrany 11 marca.
Do kwalifikacji zgłoszonych zostało 17 zawodników z 11 państw.
Zawody w tej konkurencji wygrał reprezentant Rosji Jarosław Rybakow. Drugą pozycję zajął zawodnik także z Rosji Andriej Tierieszyn, trzecią zaś reprezentujący Szwecję Linus Thörnblad.

## Wyniki

### Kwalifikacje
Źródło: 
Bieg 1
| Miejsce | Zawodnik           | Państwo           | Wysokość (m) | Wysokość (m) | Wysokość (m) | Wysokość (m) | Wynik | Uwagi |
| Miejsce | Zawodnik           | Państwo           | 2,15         | 2,20         | 2,24         | 2,27         | Wynik | Uwagi |
| ------- | ------------------ | ----------------- | ------------ | ------------ | ------------ | ------------ | ----- | ----- |
| 1.      | Linus Thörnblad    | Szwecja           | O            | O            | O            | O            | 2,27  |       |
| 1.      | Víctor Moya        | Kuba              | O            | O            | O            | O            | 2,27  | PB    |
| 1.      | Andriej Tierieszyn | Rosja             | O            | O            | O            | O            | 2,27  |       |
| 1.      | Andrij Sokołowśkyj | Ukraina           | O            | O            | O            | O            | 2,27  |       |
| 1.      | Stefan Holm        | Szwecja           | O            | O            | O            | O            | 2,27  |       |
| 1.      | Jarosław Rybakow   | Rosja             | O            | O            | O            | O            | 2,27  |       |
| 7.      | Giulio Ciotti      | Włochy            | O            | O            | O            | XXX          | 2,24  |       |
| 8.      | Robert Wolski      | Polska            | XO           | O            | O            | XXX          | 2,24  |       |
| 9.      | Ramsay Carelse     | Południowa Afryka | XO           | XO           | O            | XXX          | 2,24  |       |
| 10.     | Wojciech Theiner   | Polska            | O            | O            | XO           | XXX          | 2,24  |       |
| 10.     | Tora Harris        | Stany Zjednoczone | O            | O            | XO           | XXX          | 2,24  |       |
| 10.     | Nicola Ciotti      | Włochy            | O            | O            | XO           | XXX          | 2,24  |       |
| 13.     | Tomáš Janků        | Czechy            | O            | O            | XXO          | XXX          | 2,24  |       |
| 13.     | Mustapha Raifak    | Francja           | O            | O            | XXO          | XXX          | 2,24  |       |
| 15.     | Svatoslav Ton      | Czechy            | O            | XO           | XXX          | –            | 2,20  |       |
| 16.     | Roman Fricke       | Niemcy            | O            | XXX          | –            | –            | 2,15  |       |
| 16.     | Adam Shunk         | Stany Zjednoczone | O            | XXX          | –            | –            | 2,15  |       |

### Finał
Źródło: 
| Miejsce | Zawodnik           | Państwo | Wysokość (m) | Wysokość (m) | Wysokość (m) | Wysokość (m) | Wysokość (m) | Wysokość (m) | Wysokość (m) | Wysokość (m) | Wysokość (m) | Wynik | Uwagi |
| Miejsce | Zawodnik           | Państwo | 2,18         | 2,22         | 2,26         | 2,30         | 2,33         | 2,35         | 2,37         | 2,39         | 2,41         | Wynik | Uwagi |
| ------- | ------------------ | ------- | ------------ | ------------ | ------------ | ------------ | ------------ | ------------ | ------------ | ------------ | ------------ | ----- | ----- |
| 01 !    | Jarosław Rybakow   | Rosja   | –            | O            | O            | O            | O            | O            | XO           | –            | XXX          | 2,37  | WL    |
| 02 !    | Andriej Tierieszyn | Rosja   | O            | O            | O            | O            | XO           | XXO          | X-           | XX           | –            | 2,35  |       |
| 03 !    | Linus Thörnblad    | Szwecja | O            | O            | O            | O            | O            | XXX          | –            | –            | –            | 2,33  |       |
| 4.      | Víctor Moya        | Kuba    | O            | O            | O            | O            | X-           | XX           | –            | –            | –            | 2,30  | PB    |
| 5.      | Stefan Holm        | Szwecja | O            | O            | XO           | XXO          | X-           | XX           | –            | –            | –            | 2,30  | SB    |
| 6.      | Andrij Sokołowśkyj | Ukraina | O            | O            | O            | XXX          | –            | –            | –            | –            | –            | 2,26  |       |
| 7.      | Giulio Ciotti      | Włochy  | XO           | XO           | XO           | XXX          | –            | –            | –            | –            | –            | 2,26  |       |
| 8.      | Robert Wolski      | Polska  | XXO          | O            | XXX          | –            | –            | –            | –            | –            | –            | 2,22  |       |